# Demre
Kale là một huyện thuộc tỉnh Antalya, Thổ Nhĩ Kỳ. Huyện có diện tích 374 km² và dân số thời điểm năm 2007 là 24809 người, mật độ 66 người/km².